# 76e cérémonie des Primetime Creative Arts Emmy Awards
La 76e cérémonie des Primetime Creative Arts Emmy Awards, organisée par l'Academy of Television Arts and Sciences, a lieu les 7 et 8 septembre 2024 à Los Angeles et récompense les meilleurs techniciens de la télévision (publique et câblée) américaine en primetime au cours de la saison 2023-2024 (du 1er juin 2023 au 31 mai 2024).
La cérémonie est annexe à la cérémonie principale des Primetime Emmy Awards, qui a lieu une semaine plus tard, le 15 septembre 2024.

## Palmarès

### Programmes

#### Meilleur programme d'animation
- Blue Eye Samurai pour l'épisode Le Conte du rônin et de la mariée
  - Bob's Burgers pour l’épisode The Amazing Rudy
  - Scavengers Reign pour l'épisode The Signal
  - Les Simpson pour l'épisode La Nuit du salaire minimum vital
  - X-Men ’97 pour l'épisode Mon nom est Gambit

#### Meilleur téléfilm
- Quiz Lady
  - Monk, le retour
  - My Dear F***ing Prince
  - Scoop
  - Unfrosted : L'Épopée de la Pop-Tart

### Performances

#### Meilleur acteur invité dans une série dramatique
- Nestor Carbonell pour le rôle de Vasco Rodrigues dans Shōgun
  - Paul Dano pour le rôle de Harris Materbach dans Mr. et Mrs. Smith
  - Tracy Letts pour le rôle de Jack McKinney dans Winning Time: The Rise of the Lakers Dynasty
  - Jonathan Pryce pour le rôle de David Cartwright dans Slow Horses
  - John Turturro pour le rôle d'Eric Shane dans Mr. et Mrs. Smith

#### Meilleure actrice invitée dans une série dramatique
- Michaela Coel pour le rôle de Bev dans Mr. et Mrs. Smith
  - Claire Foy pour le rôle d'Élisabeth II dans The Crown
  - Marcia Gay Harden pour le rôle de Maggie Brenner dans The Morning Show
  - Sarah Paulson pour le rôle de la thérapeute dans Mr. et Mrs. Smith
  - Parker Posey pour le rôle de la deuxième Jane dans Mr. et Mrs. Smith

#### Meilleur acteur invité dans une série comique
- Jon Bernthal pour le rôle de Michael Berzatto dans The Bear
  - Matthew Broderick pour son propre rôle dans Only Murders in the Building
  - Ryan Gosling pour le rôle du présentateur dans Saturday Night Live
  - Christopher Lloyd pour le rôle de Larry Arbuckle dans Hacks
  - Bob Odenkirk pour le rôle d'oncle Lee dans The Bear
  - Will Poulter pour le rôle de Luca dans The Bear

#### Meilleure actrice invitée dans une série comique
- Jamie Lee Curtis pour le rôle de Donna Berzatto dans The Bear
  - Olivia Colman pour le rôle de la cheffe Terry dans The Bear
  - Kaitlin Olson pour le rôle de DJ Vance dans Hacks
  - Da'Vine Joy Randolph pour le rôle de Donna Williams dans Only Murders in the Building
  - Maya Rudolph pour le rôle de la présentatrice dans Saturday Night Live
  - Kristen Wiig pour le rôle de la présentatrice dans Saturday Night Live

#### Meilleur acteur ou actrice dans une mini-série dramatique ou comique
- Eric André pour son propre rôle dans The Eric Andre Show
  - Desi Lydic pour son propre rôle dans Desi Lydic Foxsplains - The Daily Show
  - Mena Suvari pour le rôle de la détective Thompson dans RZR

#### Meilleur doublage
- Maya Rudolph pour le rôle de Connie dans Big Mouth, épisode Le Gremlin ambitieux
  - Hank Azaria pour le rôle de Moe Szyslak dans Les Simpson, épisode Jour de crémation
  - Alex Borstein pour le rôle de Lois Griffin dans Les Griffin, épisode Le Gros Chouchou de la prof
  - Sterling K. Brown pour le rôle de Angstorm Levy dans Invincible, épisode Je te croyais plus fort
  - Hannah Waddingham pour le rôle de Deliria dans Krapopolis, épisode Big Man on Hippocampus

#### Meilleure narration
- Angela Bassett pour Queens, épisode African Queens
  - David Attenborough pour Planet Earth III, épisode Human
  - Morgan Freeman pour Life on Our Planet, épisode Chapter 1: The Rules of Life
  - Paul Rudd pour Secrets of the Octopus, épisode Masterminds
  - Octavia Spencer pour Lost Women of Highway 20, épisode Vanished

#### Meilleur montage pour une série ou un film limité ou d'anthologie
- Prey – Angela M. Catanzaro et Claudia Castello

### Animation

#### Meilleure prestation individuelle en animation(en)
- Adventure Time: Fionna and Cake
- Blue Eye Samurai
- Clone High
- In the Know
- Scavengers Reign

### Casting

#### Meilleur casting dans une série dramatique
- Shōgun (FX)
  - The Crown (Netflix)
  - The Morning Show (Apple TV+)
  - Mr. et Mrs. Smith (Prime Video)
  - Slow Horses (Apple TV+)

#### Meilleur casting dans une série comique
- The Bear (FX)
  - Abbott Elementary (ABC)
  - Larry et son nombril (HBO)
  - Hacks (Max)
  - Only Murders in the Building (Hulu)

#### Meilleur casting dans une mini-série, un téléfilm ou un spécial
- Mon petit renne (Netflix)
  - Fargo (FX)
  - Feud: Capote vs. The Swans (FX)
  - Ripley (Netflix)
  - True Detective (HBO)

#### Meilleur casting dans un programme de télé-réalité
- Love on the Spectrum U.S. (Netflix)
  - The Amazing Race (CBS)
  - The Golden Bachelor (ABC)
  - RuPaul's Drag Race (MTV)
  - Squid Game: The Challenge (Netflix)